# Введенский, Алексей Андреевич (хирург)
Алексей Андреевич Введенский (1855—1918) — русский хирург и анатом; доктор медицины (1893), действительный статский советник (с 01.01.1910). Его научные исследования посвящены оперативному лечению заболеваний органов таза и мочевого пузыря. Один из первых применил в клинике эндоскопические методы исследования (1906).

## Биография
Родился 10 (22) марта 1855 года в селе Кривчев Болховского уезда Орловской губернии в семье священника.
В 1876 году окончил Орловскую духовную семинарию и жил в Москве. В 1880 году окончил медицинский факультет Московского университета, получив степень лекаря и звание уездного врача.
В 1880—1896 годах был сверхштатным ординатором факультетской клиники мочевых и половых болезней, возглавляемой профессором Ф. И. Синицыным и ординатором хирургического отделения Московской Мариинской больницы, приват-доцент Московского университета. 

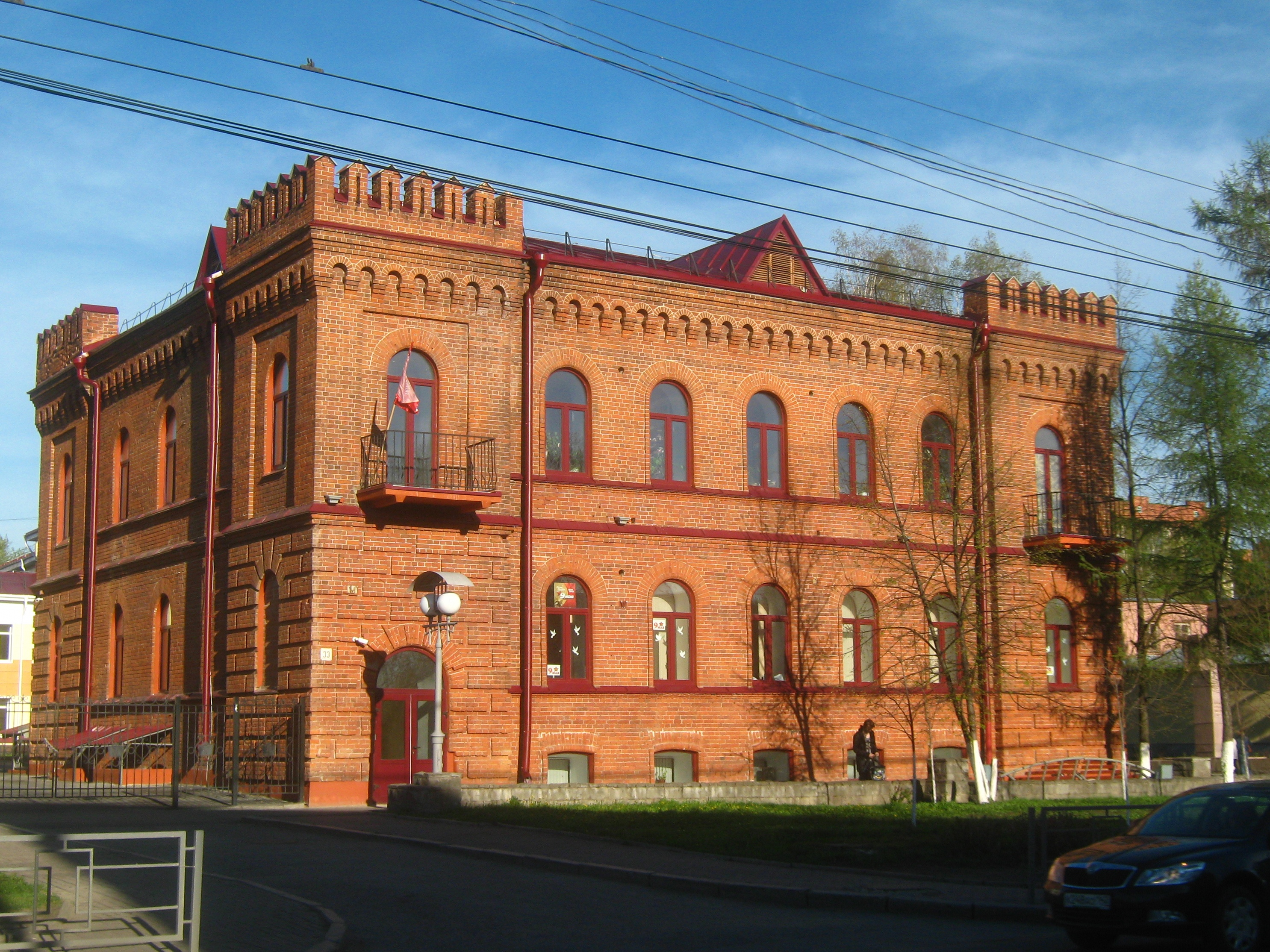
Дом Введенского в Томске
Арх. П. Федоровский

В 1896—1909 годах Введенский жил и работал в Томске — был профессором кафедры оперативной хирургии и топографической анатомии Томского университета. Во время Русско-японской войны, когда в Томск стали поступать раненые из Маньчжурии, Введенский был назначен консультантом при Томском лазарете, а в дальнейшем — при госпиталях. Проживал в специально выстроенном для него доме по нынешнему адресу пр. Ленина, 33 вместе с братом, протодиаконом Троицкого собора Александром Андреевичем Введенским.
В 1909 году он вернулся в Москву и открыл частную лечебницу на десять мест с операционной. Во время Первой мировой войны превратил свою лечебницу в лазарет на 50, затем на 100 коек, которые содержал на собственные средства.
В 1898, 1900 и 1906 годах был за границей, где посетил хирургические и урологические клиники Франции и Германии, освоил эндоскопические методы исследования. Был участником нескольких съездов русский врачей.
Жил в Москве на улице Новая Божедомка (ныне — улица Достоевского), 2; в Мансуровском переулке, 6; в Ермолаевском переулке, 11.
Умер 18 декабря 1918 года в Москве. Похоронен на Миусском кладбище (участок 2). 

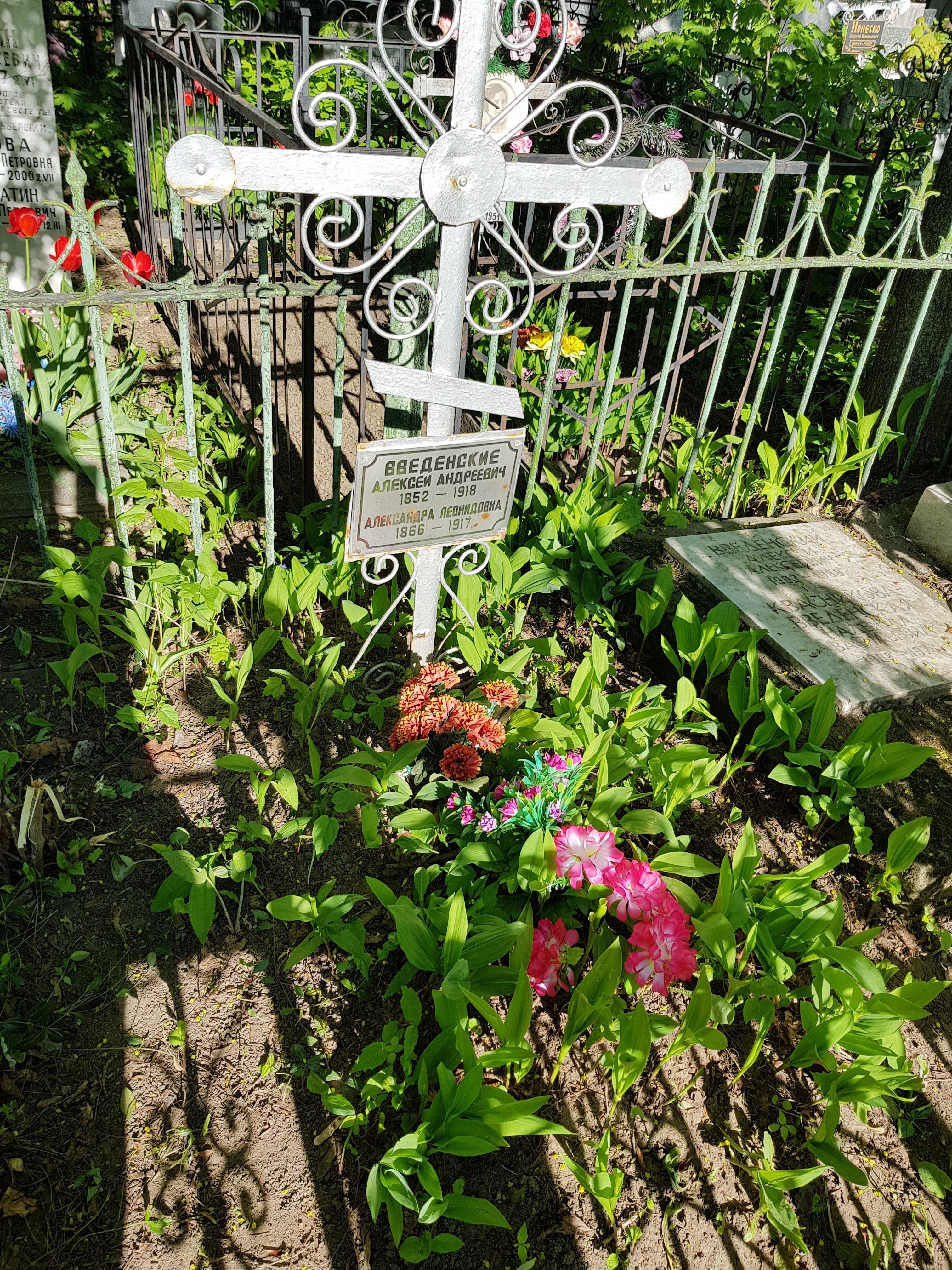
Могила Введенского Алексея Андреевича и его жены на Миусском кладбище

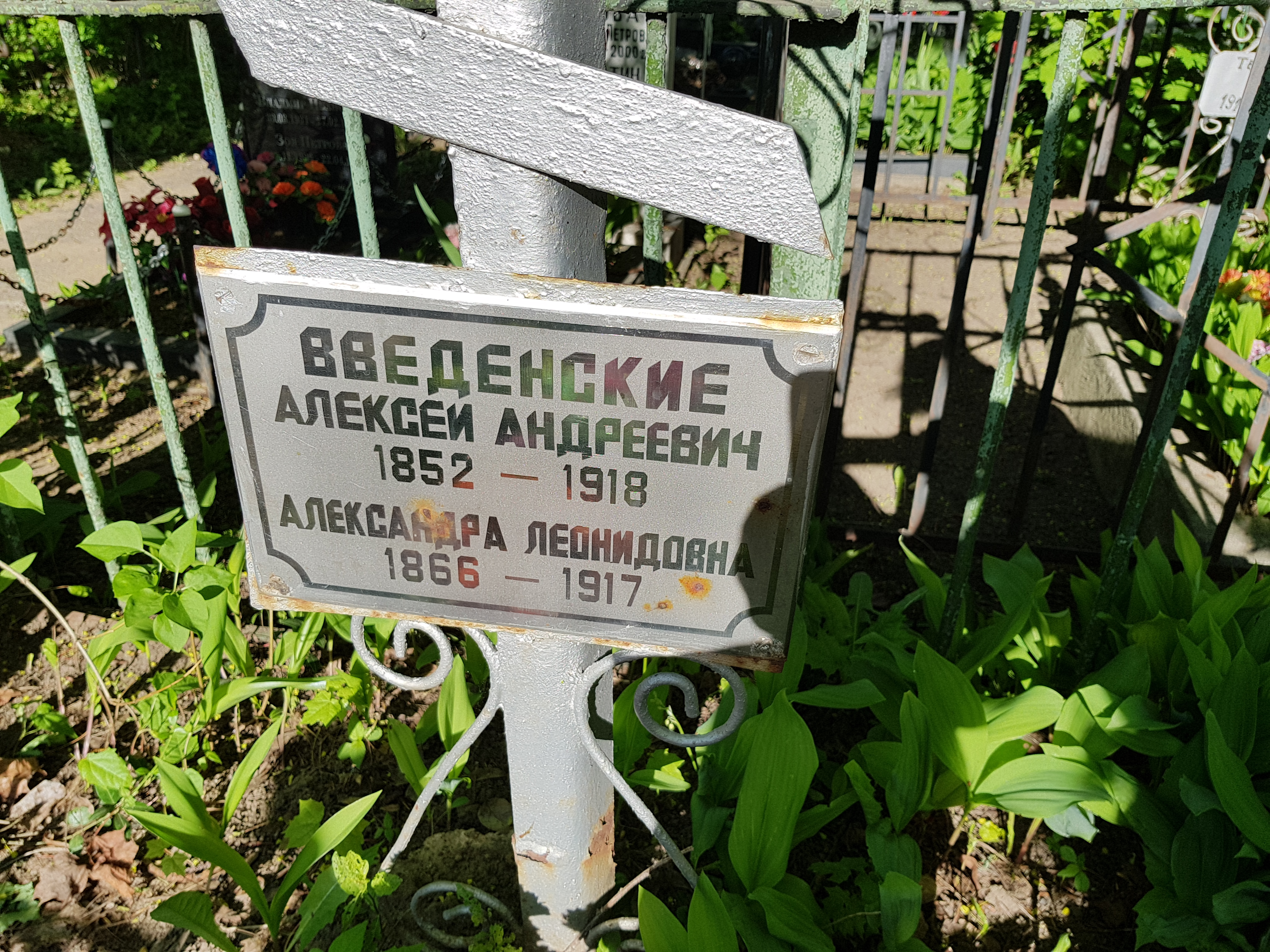
Могила Введенского Алексея Андреевича и его жены на Миусском кладбище

### Семья
Жена — Александра Леонидовна, урожд. Ященко (1866—1917).
Их дети:
- Мария (в замуж. Щепетева; 1884—1950)
- Александра (в замуж. Терзи; 1885—1960)
- Вера (в замуж. Громова; 1890—1960)
- Дмитрий[3], окончил медицинский факультет Московского университета, был известным советским врачом-урологом
- Надежда, которая была женой М. А. Пешкова, сына Максима Горького
- Леонид (1896—1960), инженер-мелиоратор, гидролог
- Татьяна (в замуж. Блинова; 1898—1943)
- Алексей (1903—1988)[4]
- Николай (1906—1949), инженер-механик, работал в авиационной промышленности

## Награды
Был награждён орденами Святого Владимира IV степени (1906 г.), Святого Станислава II степени (1902 г.), Святой Анны III степени (1896 г.), Святого Станислава III степени, а также медалями, среди которых серебряная медаль в память царствования Императора Александра III и светло-бронзовая медаль в память трёхсотлетия царствования Дома Романовых.